# Arboretum de Pézanin
El Arboreto de Pézanin (en francés: Arboretum de Pézanin) es un arboreto de 27 hectáreas de extensión, junto a un museo de la madera, en Dompierre-les-Ormes, departamento de Saône-et-Loire, Francia. El Arboretum es accesible mediante la RCEA ("Route Centre Europe Atlantique"), salida de Dompierre-les-Ormes, a 20 minutos desde Mâcon (A6 autoroute (Francia), estaciones de tren y TGV, A40 autoroute,...), 1 hora desde Lyon y 2 horas desde Ginebra. Es visitable a diario en los meses cálidos del año y se cobra tarifa de entrada.
Es una de las más ricas colecciones de árboles de Francia.

## Historia
El arboreto fue establecido en 1903 por Joseph-Marie-Philippe Lévêque de Vilmorin (1872-1917), propietario del Château d'Audour. 
Entre 1903 y 1923, fueron plantadas unas 1100 especies, pero luego cayó en un período de abandono hasta que fue adquirida por el Estado en 1935. 
Actualmente es propiedad del Ministerio de Agricultura de Francia y administrado por la Office national des Forêts. 
Aunque el arboreto fue severamente dañado por las tormentas en 1981 y 1999, ha sido objeto recientemente de plantaciones renovadas. 
Hoy el arboreto contiene más de 450 especies de árboles, con senderos para caminar y un estanque.
Hay también un geocaching Yincana.

### La Galerie européenne de la forêt et du bois

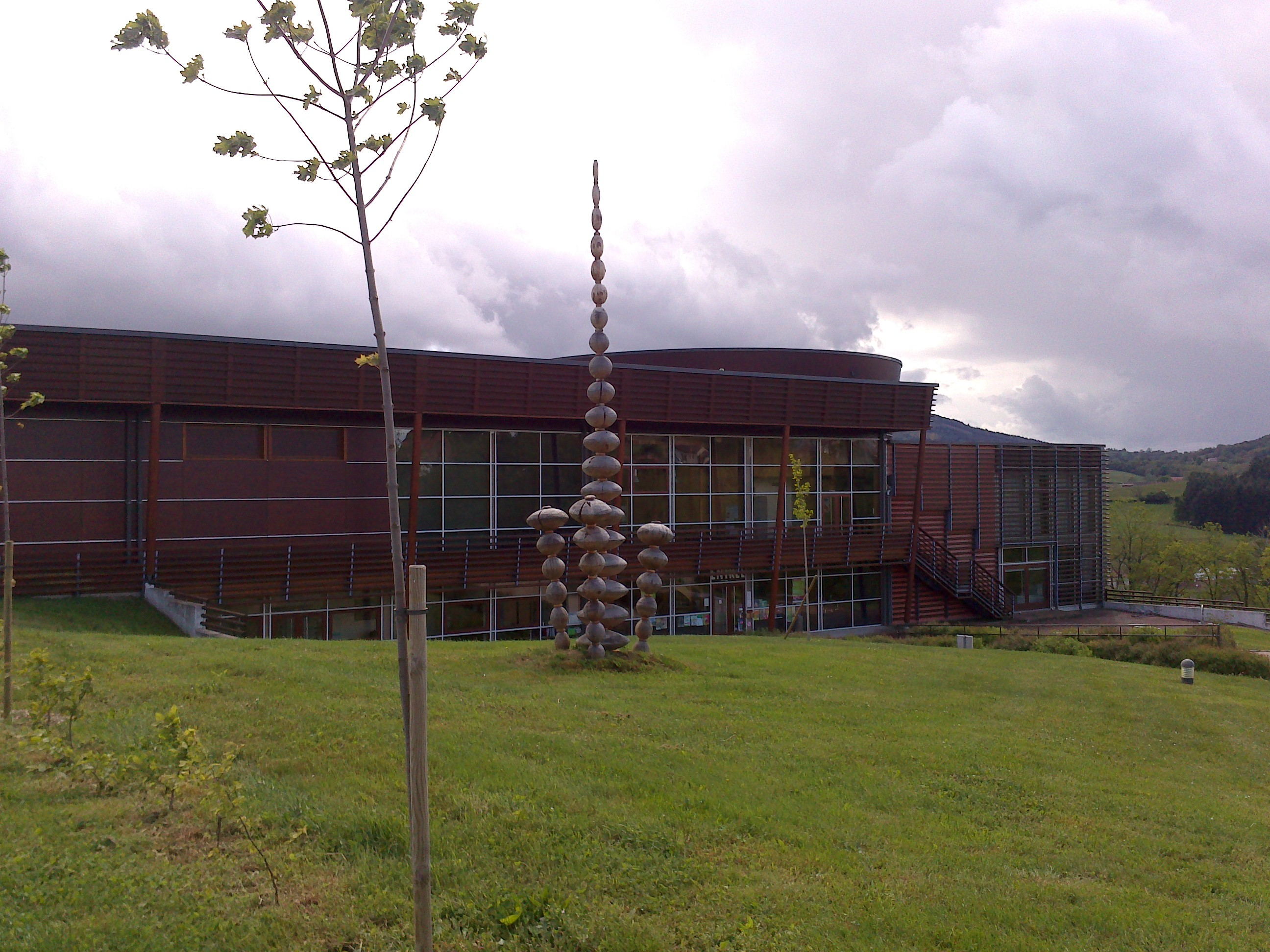
La Galerie européenne

Desde el año 2004, el arboreto de Pézanin está complementado por La Galerie Européenne de la Forêt et du Bois [La Galería Europea del Bosque y la Madera] que se encuentra también en Dompierre-les-Ormes, localizado a 2 minutos del Arboreto. La Galería es un espacio de exposiciones y su equipamiento  está a cargo del Consejo General de Saône-et-Loire.
A través de actividades divertidas y educativas relacionadas con exposiciones temporales, descubrir y tocar madera, paseo por el bosque en un entorno excepcional.
A lo largo de la temporada, la galería organiza eventos temáticos y conferencias el primer jueves de cada mes a las 18 h.
Lugar único enraizado en la naturaleza, cerca del sur de Borgoña para descubrir sin moderación, "La Galería Europea del Bosque y la Madera" le invita a dar un paseo como si de un ciervo se tratara, en el corazón del Arboreto de Pézanin.

Detalles
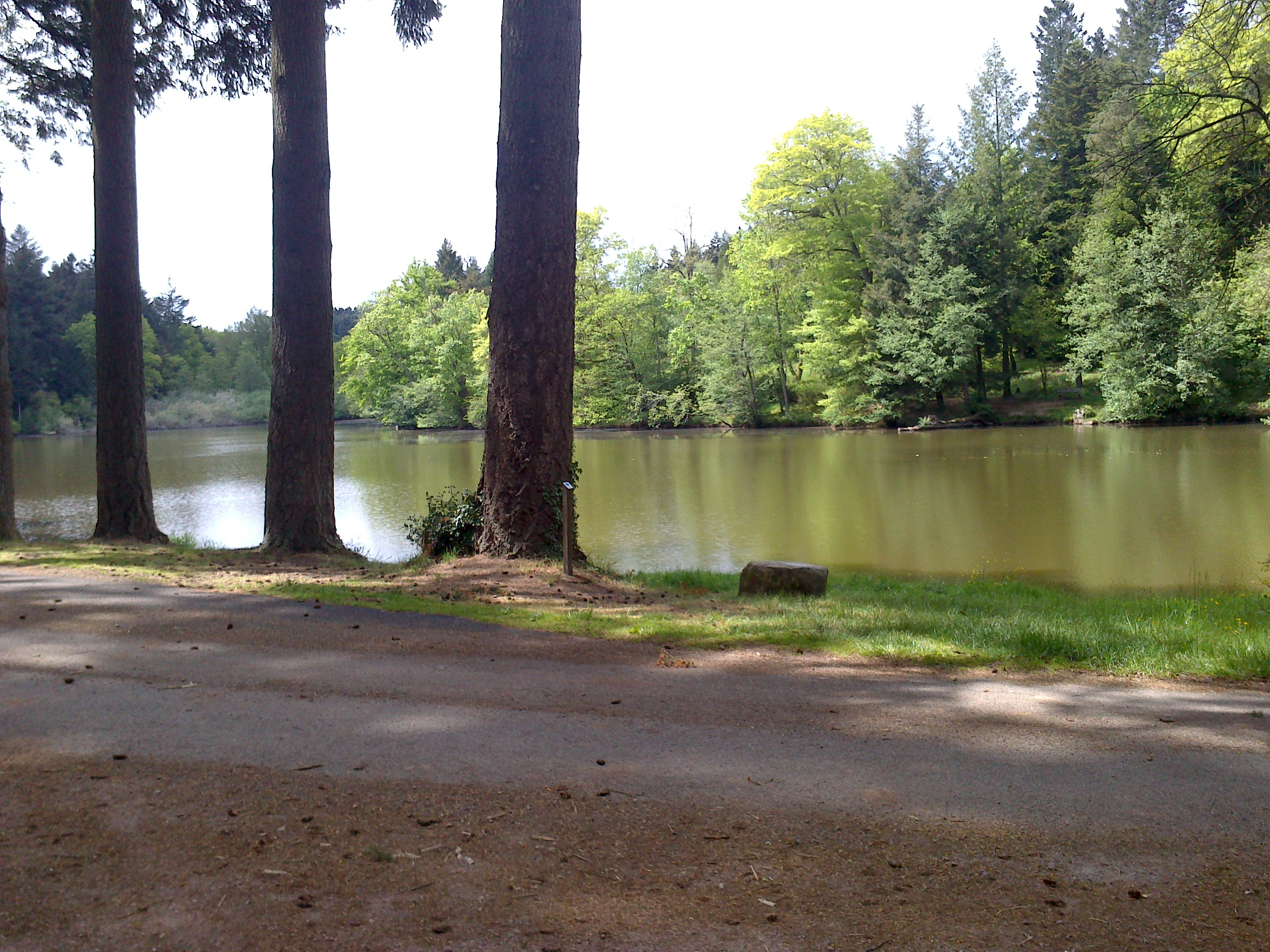
Pézanin en 2014
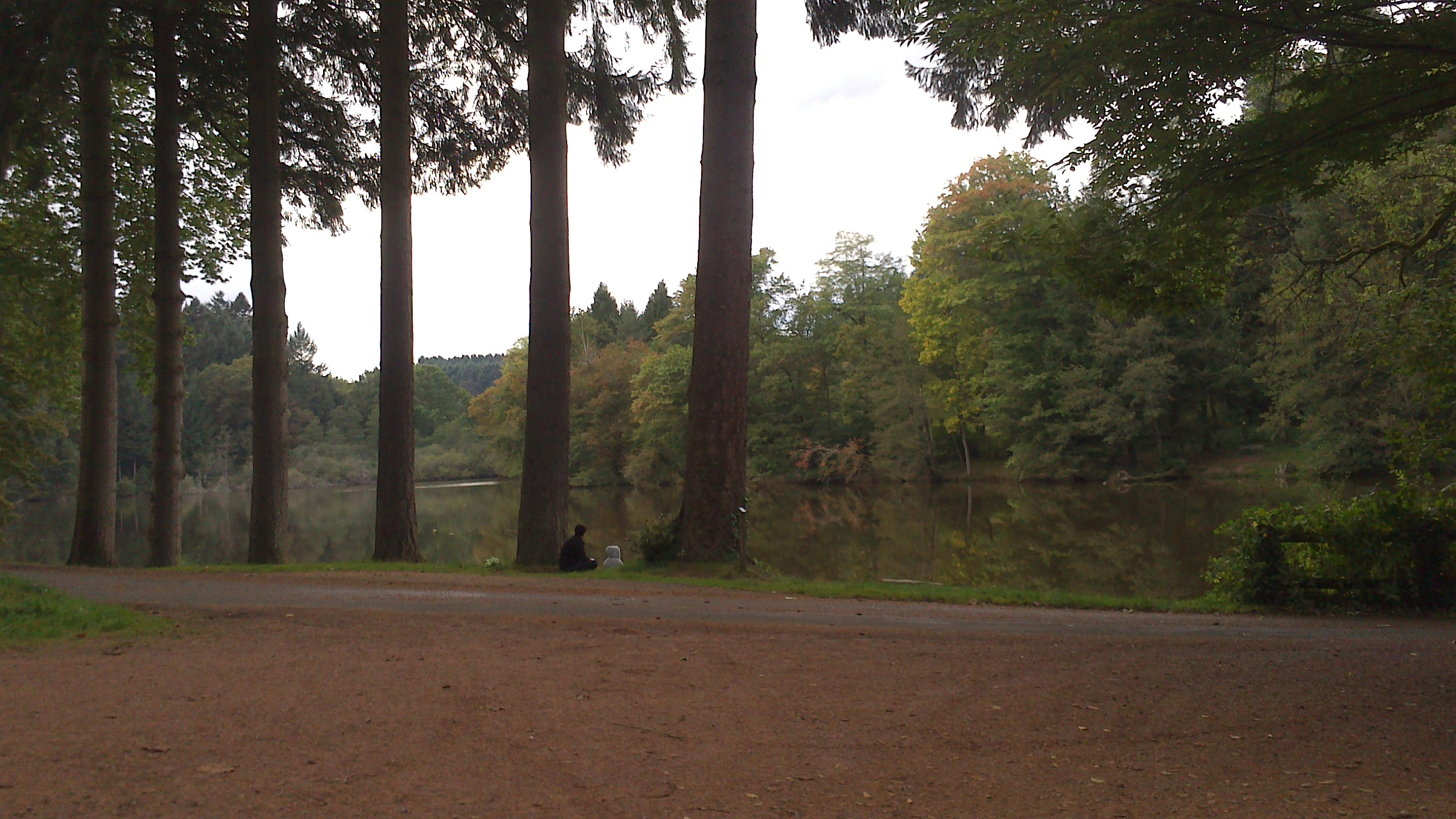
El arboretum de Pézanin en otoño
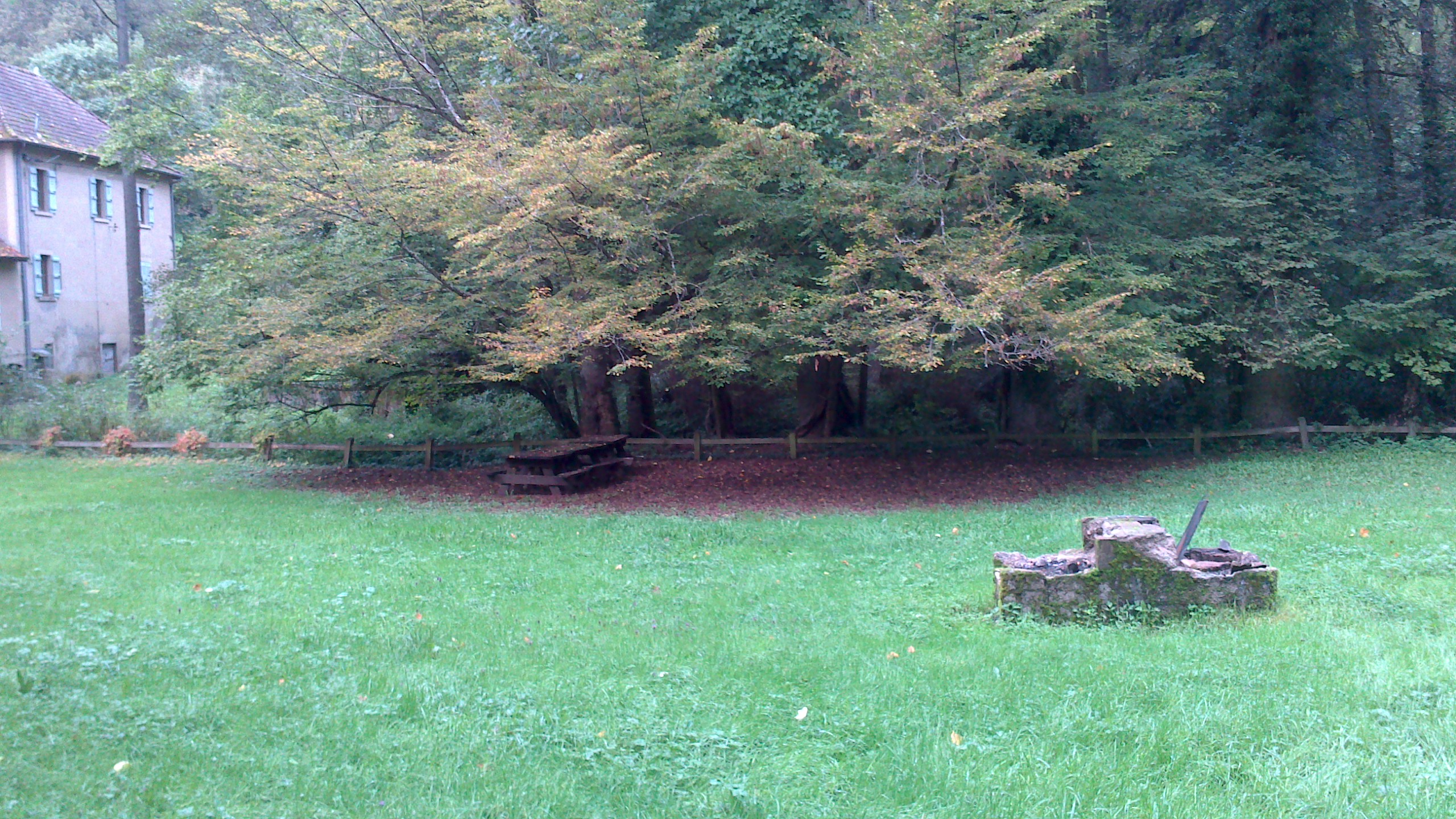
Área de Picnic de Pézanin
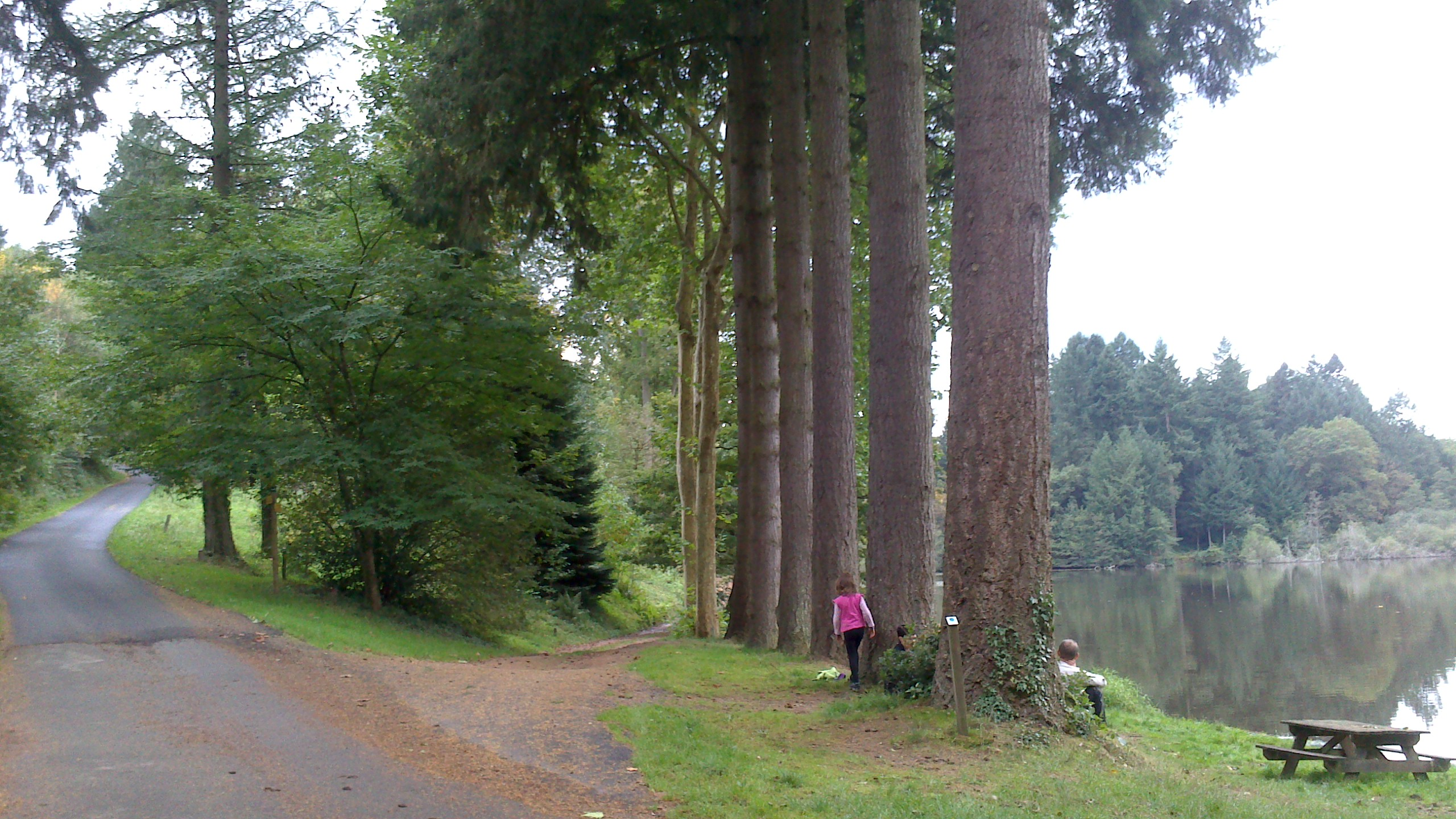
Arboretum de Pézanin